# League City, Texas
League City là một thành phố thuộc quận Galveston, tiểu bang Texas, Hoa Kỳ. Năm 2010, dân số của xã này là 83560 người.

## Dân số
- Dân số năm 2000: 45444 người.
- Dân số năm 2010: 83560 người.